# مقرواني (الملاح)

تعديل مصدري - تعديل

مقرواني هي إحدى قرى عزلة الملاح بمديرية الملاح التابعة لمحافظة لحج، بلغ تعداد سكانها 75 نسمة حسب تعداد اليمن لعام 2004.